# James Dresnok
James Joseph « Joe » Dresnok, né le 24 novembre 1941 à Norfolk en Virginie, est un déserteur de l'armée de terre des États-Unis établi en Corée du Nord, où il meurt en novembre 2016 après avoir fait carrière dans le cinéma. Il fut aussi professeur d'anglais.

## Biographie
James Joseph Dresnok connaît une jeunesse difficile et est élevé dans des foyers d'accueil durant une partie de son enfance.

## Soldat
Soldat de l'U.S. Army, Joe Dresnok est d'abord en poste en Allemagne de l'Ouest et le divorce de sa première femme le pousse à rempiler. Il est posté le long de la zone coréenne démilitarisée (DMZ) lorsque, déprimé par ses problèmes personnels et conjugaux, menacé de sanctions dans son régiment pour insubordination, sous la menace d'un passage devant une cour martiale, il déserte le 15 août 1962 et passe chez l'ennemi, traversant la frontière entre les deux Corées.

## Vie en Corée du Nord
Dresnok est logé avec un autre déserteur américain, Larry Allen Abshier. Deux autres militaires de l'U.S. Army, Jerry Wayne Parrish et Charles Robert Jenkins, désertent également dans les années suivantes, et vivent en Corée du Nord. Les quatre déserteurs sont utilisés par le régime communiste dans des actions de communication, posant sur des photos de propagande ou s'exprimant dans des haut-parleurs dirigés vers la zone démilitarisée, pour inciter les autres soldats américains à la désertion[source insuffisante].
En 1966, les quatre hommes tentent de fuir la Corée du Nord en demandant l'asile politique à l'ambassade soviétique à Pyongyang. L'asile leur est refusé, et ils sont remis par les Soviétiques aux autorités nord-coréennes. Les déserteurs ne sont plus utilisés dans des actions de propagande après cette date, et sont condamnés à suivre durant plusieurs années un programme de « rééducation »,. Dresnok décide alors, selon ses propres termes, de « comprendre leur mode de vie » et de s'assimiler à la société nord-coréenne.
Il obtient la citoyenneté nord-coréenne en 1972. En 1978, il joue le rôle d'un Américain dans le film nord-coréen Héros anonymes, et apparaît ensuite dans plusieurs autres films, devenant une véritable star auprès du public nord-coréen. Il donne également des cours d'anglais dans une université à Pyongyang.
Le monde extérieur redécouvre l'existence de Dresnok à l'occasion de l'intérêt médiatique suscité par Jenkins, qui réussit en 2004 à quitter la Corée du Nord. Jenkins affirme ensuite avoir été régulièrement battu par Dresnok, que les Nord-Coréens auraient chargé de surveiller et de passer à tabac les trois autres déserteurs ; Dresnok réfute pour sa part les accusations de Jenkins.
Dresnok s'est remarié deux fois en Corée du Nord, tout d'abord avec une femme très secrète qui a toujours refusé de dire comment elle arriva là et qui lui donna deux enfants. Après le décès de sa seconde épouse, il se remarie avec la fille d'un diplomate togolais et d'une femme coréenne, qui lui donne un troisième enfant.
En 2006, Dresnok est interviewé en Corée par le réalisateur britannique Daniel Gordon, qui lui consacre le film documentaire Crossing the Line. Il y affirme vivre en Corée du Nord de son plein gré et n'avoir jamais regretté la vie qu'il y a menée. En août 2017, les médias nord-coréens diffusent un entretien de ses fils Ted et James, révélant que leur père est décédé d'un accident vasculaire cérébral à Pyongyang en novembre 2016.
Il aura été le dernier déserteur américain à vivre en Corée du Nord, à la suite du décès d'Abshier et de Parrish et à l'émigration de Charles Jenkins vers le Japon.
Un personnage fictif lui ressemblant apparaît dans le roman d'Éric Faye Éclipses japonaises (Seuil, 2016).